# Platydoras armatulus
Platydoras armatulus — вид сомів родини бронякових (Doradidae). Відомі об'єкти акваріумістики. Природний ареал охоплює басейн річки Парана, Південна Америка.